# Neußerling
Neußerling est un petit village de Haute-Autriche, situé à 21 km de Linz, qui se trouve dans la région  du « Mühlviertel ».
Du point de vue administratif, Neußerling fait partie du district d’Urfahr-Umgebung et de la commune de Herzogsdorf.
Neußerling compte environ 400 habitants. Mais lorsque les alentours sont inclus, on atteint environ les 900 habitants.
Depuis 1920 Neußerling a même sa propre école primaire.

## Histoire
Le village de Neußerling a été peuplé par les Slaves et plus tard, au VIIe siècle, par les Marcomans et les Quades.
Jusqu’en 1875, Neußerling et ses alentours formaient une seule commune (Stamering). Mais à partir de cette année-là, Neußerling est devenu un village dépendant de la commune d’Herzogsdorf et rattaché à la paroisse de Gramastetten.

## Le nom Neußerling
L’actuel nom Neußerling s’est développé de Neusolting (1264) qui s’est transformé ensuite en Neuzzedling (1278) et plus tard en Neuzettling (> na sedlnik = en selle).

## Monuments/ Culture
Parmi les monuments et lieux incontournables de Neußerling, le visiteur pourra découvrir la basilique Marienkirche, construite en 1948, qui possède 10 vitraux modernes, conçus par l’artiste Silvia Kropfreiter, le fameux restaurant « Mitten in der Welt » (Dans le centre du monde) et le biotope.
Chaque année au printemps, le célèbre festival de musique « Noppenair » se déroule près de Neußerling.